# 邵琨
邵琨，浙江宁波人，是一名清朝政治人物。
邵琨曾于1846年接替陈嗣学任奉贤县知县一职，1847年由王锡九接任。